# Omloop van het Waasland 2011
L'Omloop van het Waasland 2011, quarantasettesima edizione della corsa, valido come evento dell'UCI Europe Tour 2011 categoria 1.2, si svolse il 13 marzo 2011 su un percorso di 191 km. Fu vinto dal lituano Aidis Kruopis, che terminò la gara in 4h18'05" alla media di 44,4 km/h.
Furono 118 i ciclisti che portarono a termine il percorso.

## Ordine d'arrivo (Top 10)
| Pos. | Corridore           | Squadra         | Tempo    |
| ---- | ------------------- | --------------- | -------- |
| 1    | Aidis Kruopis       | Landbouwkrediet | 4h18'05" |
| 2    | Stefan van Dijk     | Verandas Will.  | s.t.     |
| 3    | Timothy Dupont      | Jong Vlaander.  | s.t.     |
| 4    | Niko Eeckhout       | An Post         | s.t.     |
| 5    | Remco te Brake      | De Rijke        | s.t.     |
| 6    | Vjačeslav Kuznetsov | Itera-Katusha   | s.t.     |
| 7    | Hans Dekkers        | Landbouwkrediet | s.t.     |
| 8    | Tom Devriendt       | EFC-Quick.Step  | s.t.     |
| 9    | Michael Van Staeyen | Topsport Vl.    | s.t.     |
| 10   | Tom Van Asbroeck    | Van Der Vurst   | s.t.     |